# 臺灣紫嘯鶇
臺灣紫嘯鶇，又稱琉璃鳥、烏磯、，是雀形目鶲科嘯鶇屬下的一種鳥類。牠們棲息於中低海拔的森林中及溪澗旁，是僅分佈於臺灣的特有種之一。為肉食性，主要以昆蟲等無脊椎動物為食。
全身以藍黑色系為主，胸腹上有藍色的鱗片狀斑點，是其最明顯的特徵。通常會在凌晨及傍晚鳴叫，其聲音就像是腳踏車的煞車聲一般刺耳，有的時候會有點像中文的「什麼意思」，並具強烈領域性。但到了3—9月的繁殖季時，其聲音會轉為柔和的雌雄對唱形式。繁殖時，採一夫一妻制，每窩產卵2—4枚，孵化期為12—14天，並在孵化21天後離巢。雖然其數量可能受棲地破碎化的影響有所下降，但仍下降速度不足以歸入易危物種，《國際自然保護聯盟瀕危物種紅色名錄》將其劃為無危物種。

## 物種命名與分類
臺灣紫嘯鶇首次被描述是在1862年的倫敦動物學會期刊中由約翰·古爾德所描述的16種在臺灣發現的新物種之一，這些標本由郇和所提供，並明確指出這種物種跟在中國大陸分佈的紫啸鸫有所不同。郇和稱之為「Formosan Cavern-bird」，因為牠們棲息於內陸樹木密布的深邃峽谷中，並描述其相當容易受驚嚇，會一邊發出叫聲、一邊在岩石上跑走然後飛走。模式標本採集於臺灣北部，存於英國倫敦自然史博物館。
屬名是古希臘語合成詞，由muîa（μυῖα，表「蒼蠅」之意）及phoneús（φονεύς，表「殺手」或「謀殺者」之意）。:264種小名則源自拉丁語，表「島嶼的」之意，指其棲息於島嶼上。:205
臺灣紫嘯鶇的關係與馬拉巴紫嘯鶇相當接近，並曾被作為後者的一個亞種過。現為單型種，沒有亞種分化。

## 形態描述
其體長約28—30公分，體重平均117.0公克；鳥喙寬平均6.4公釐、深平均9.0公釐；翼長平均156公釐；跗蹠平均長51.7公釐；尾長平均116.6公釐。其體型較大但相對修長。
額頭呈暗淡的藍色金屬光澤；眼睛呈紅色到深紅棕色之間；短而厚實的鳥喙為黑色，上喙基部至眼睛之間有鵝絨狀黑色細毛。全身主要呈深藍或深紫藍色，大多的羽毛都帶有深藍色的光澤，翼的邊緣呈皇室藍色，初級飛羽的外緣和次級飛羽的外緣呈深藍色，並在次級飛羽上偶爾可見一小塊明亮的金屬藍色區域。腰腹的羽毛基部為白色，黑色的尾部和腹部的鱗狀斑點呈淡藍色，腿及腳趾相對較長而為黑色。雌雄外貌相似。其帶光澤的羽色主要來自其羽毛上特殊的溝槽折射，是結構色的一種。
幼鳥呈暗黑色，翼外側帶有淡藍色調，次級飛羽上有更明顯的淡藍色；嘴角和下喙基部呈黃色。第一年的亞成鳥會更接近成鳥，但頭部呈暗黑色，身體和翅膀呈藍黑色。
與馬拉巴紫嘯鶇相當類似，但臺灣紫嘯鶇顏色較黯淡，且體型稍大於馬拉巴紫嘯鶇。兩者之間的分佈區域差距相當遠（馬拉巴紫嘯鶇主要分佈在印度），並因此被從其亞種的地位被獨立出來。

## 分佈與棲息地

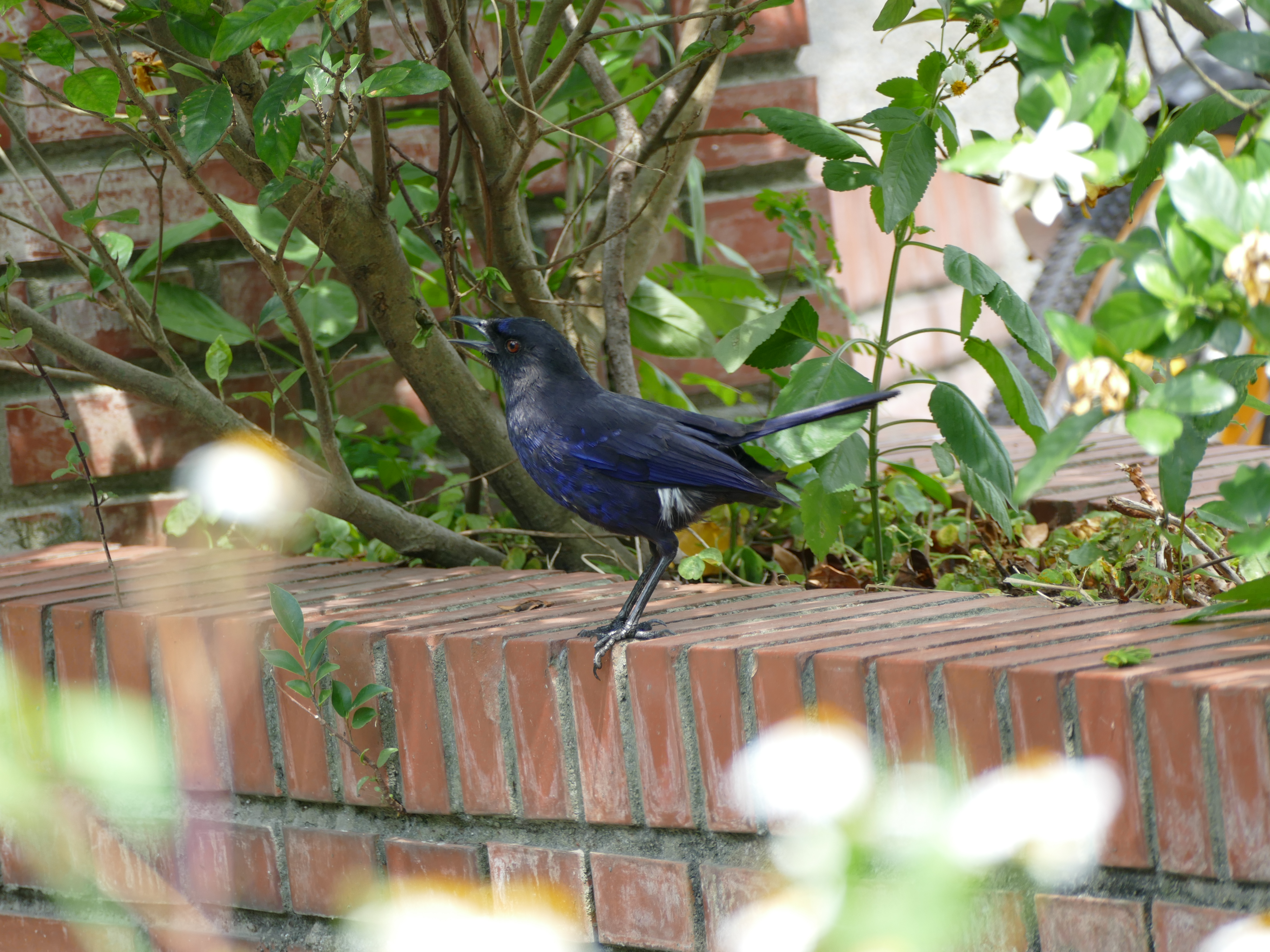
攝於臺灣臺北

臺灣紫嘯鶇僅分佈於臺灣，是臺灣的特有種。主要生活在中、低海拔，附近帶有水源的茂密闊葉常綠林地和竹林的低層生活。牠們也會在潮濕、黑暗的林間小溪和湍急流域、洞穴及裂隙中活動。
主要分佈在海拔400—2100公尺之間，但偶爾也會出現在較高的地方；有時在北部地區也會在接近海平片的低海拔區域出現。並也能接受在人類建物附近活動，牠們自2015年來被在城市觀察到的次數正逐漸增加，甚至在此築巢，例如大樓窗台底下的空間。

## 習性
臺灣紫嘯鶇通常除了繁殖季之外以獨自活動為主。牠們最活躍的時間是在黃昏、黎明或者陰天時，習慣在森林溪流和河床上停留，並在岩石間跳躍及奔跑。但並不會在裸露的溪流中停留。停棲時，常停駐在懸崖或大石塊上，不時會蹲下、頭上下擺動，抬起及慢慢展開尾巴呈扇形。牠們生性機警，飛行速度快而直接，通常低飛且貼近地面。遇到驚擾時就會迅速飛離。其許多習性和行動非常類似於紫啸鸫和馬拉巴紫嘯鶇。
牠們具有階級地位及領域的意識，地位越高的會越傾向攻擊闖入領地的其他物種，而地位相近的臺灣紫嘯鶇則容易彼此打鬥，其地位通常與體重呈正相關。雄鳥終年在其領域內活動，而雌鳥活動範圍則較不固定。牠們並不遷徙，是留鳥。

### 食性
牠們是肉食性。主要食用淡水蝦、無脊椎動物和其幼蟲，如蚯蚓、直翅目昆蟲、螳螂、蛙類和蜥蜴等爬蟲類。其中昆蟲佔據了80％的飲食，而石龍子、蛙類、小魚、蚯蚓則約佔20％。進駐城市的的個體被發現會食用家燕的鳥蛋，並對其造成威脅。
主要在潮濕地區的地面覓食，也會在水流中的岩石上尋找食物。通常會在凌晨的鳴叫後越溪至另一端覓食，每隻個體都會有自己的渡口往返。

### 繁殖

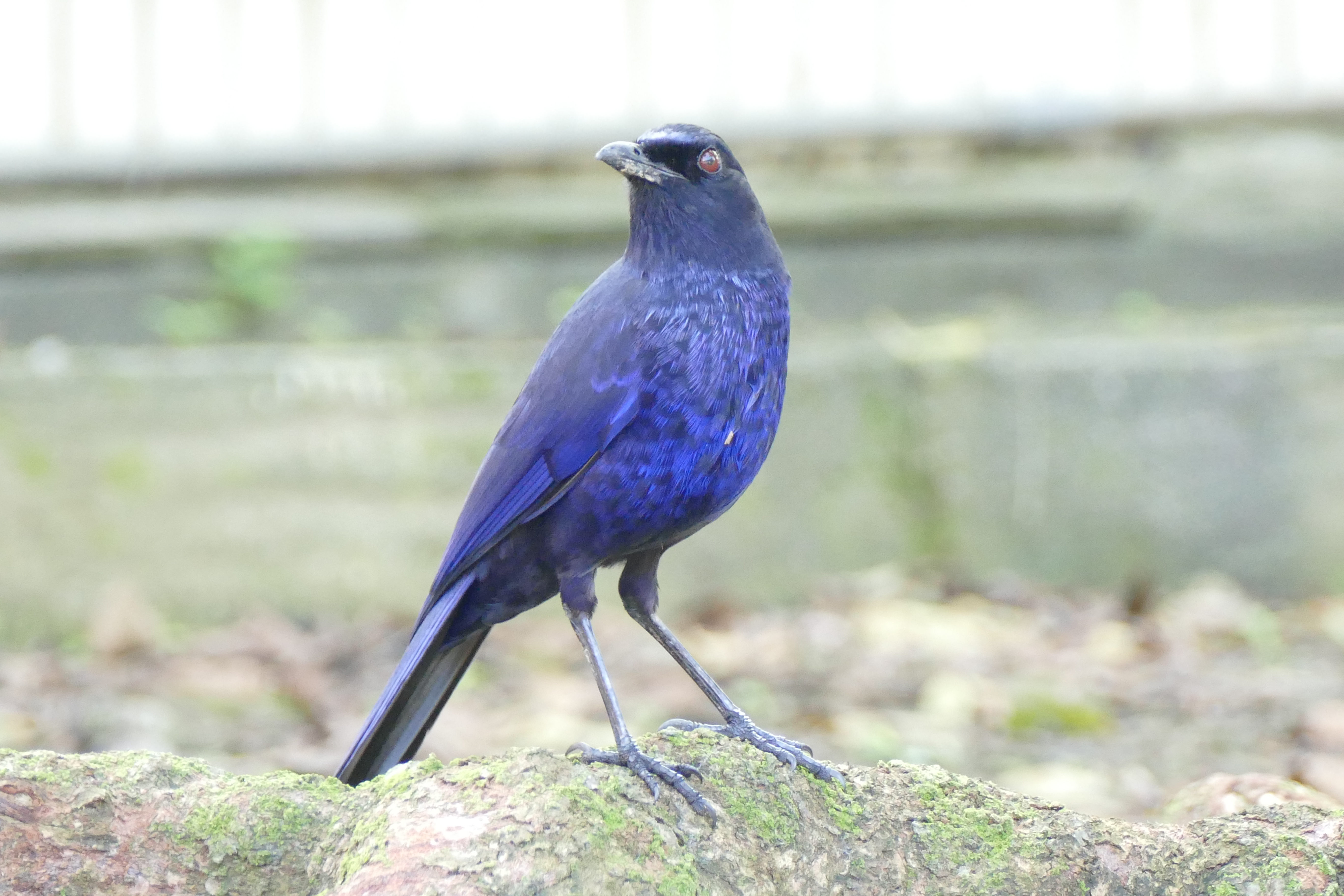
攝於臺灣臺北

繁殖季在3月底—9月初之間，並集中在5月底和6月之間。為一夫一妻制，每年可產兩窩。在繁殖期間領域性仍強，若踏入領地範圍內可聽到雄鳥的警告性叫聲。
築巢時會使用苔蘚、枯枝、草莖、樹葉和根，內部會鋪有更細緻的材料，築於在岩石間的洞穴中或高達12公尺以上的樹上，巢呈皿狀，且習慣舊巢再利用。並也可在河岸土壁的洞內、石縫中和水泥橋的橋樑處築巢，其共通點為避雨佳、擋風好、亮度低、天敵不易攀登的乾燥處，並離水面有一定距離避免被淹沒。
每窩產卵2—4枚（平均3.3枚），卵的顏色呈黃粉色至淡粉褐色，帶有不規則的紅褐色和灰紫色斑紋。卵的平均大小為寬25.0公釐、長38.5公釐，重量平均為10.8公克。孵化期為12—14天，期間雄鳥不參與孵化，但會帶食物給雌鳥食用，孵化後由雙親共同餵養。雛鳥為晚熟性，破殼時幾乎全身裸露且閉眼，牠們會利用聽力察覺親鳥是否回巢並張口討食，而雙親則利用聲音及雛鳥亮黃色的鳥喙位置來判斷在何處，幼鳥會在孵化後21天離巢，但仍需親鳥照顧一陣子。

### 叫聲
多在凌晨時分發出叫聲。在每天黎明前10—20分鐘時可在溪谷中聽見其此起彼落的聲音，並持續15—30分鐘，並在日落前30分鐘時也可聽見其聲音。鳴叫所持續的時間會在嚴冬中縮短到剩1—2分鐘。
其歌聲節奏緩慢，並帶有上下起伏哨音和悅耳的旋律短句，偶爾夾雜幾個刺耳音調。有時會被形容成腳踏車的剎車聲，這種聲音能夠穿越吵雜的溪流水聲。例如「tooo-tu-toot-duu」、「wooot-oot-duu」、「zhreeeeeh」、「tssseeoo」或「sui yi」。在繁殖季節中，這種鳴唱會轉為柔和緩慢而多音節的對唱形式，獨唱時則聲音宏亮、婉轉而富變化，有的時候會有點像中文的「什麼意思」。

## 天敵與威脅

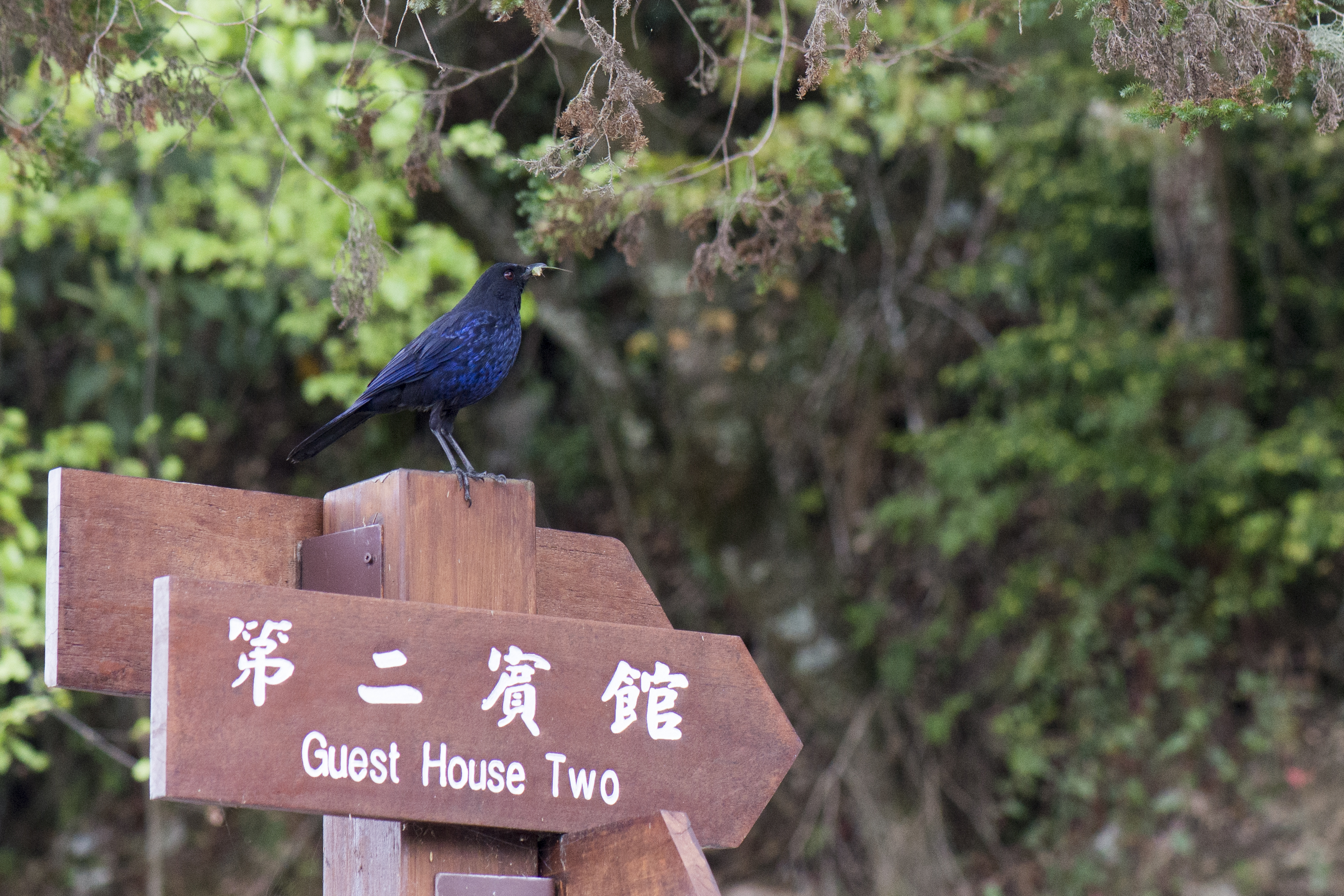
攝於臺灣臺中大雪山國家森林遊樂區

臺灣紫嘯鶇的天敵為貓或蛇類。其分布範圍小於20,000平方公里，且其棲息地正遭受嚴重碎片化的問題，並也有河川被超限利用與污染的問題存在。其巢穴受極端高溫、過度降雨或乾旱與人類巡巢等行為也容易造成其鳥巢存活率下降。

## 物種數量與保護狀況
其數量相對較普遍且分布廣泛，2009年的一份研究估計約有10000—100000對的繁殖個體。雖然受棲地破壞的影響，其數量趨勢被認為是正在下降的，但其下降速度目前並不符合易危的標準，故《國際自然保護聯盟瀕危物種紅色名錄》將其劃為無危物種。臺灣紫嘯鶇在臺灣保育物種名單中原先是保育種之一，但自2009年起被剔除自名單外，故現並非保育種之一。

## 與人類的關係
桃園機場捷運的吉祥物「鶇鶇」的原型即為臺灣紫嘯鶇，因為牠們會在桃園林口（對應林口站）及蘆竹（對應山鼻站）之間的丘陵地區出沒。

## 外部連結
- Xeno-canto上的臺灣紫嘯鶇叫聲 （页面存档备份，存于）
- 臺灣紫嘯鶇繁殖季期間的叫聲 （页面存档备份，存于）
- 臺灣紫嘯鶇平常的叫聲 （页面存档备份，存于）